# Quatuor à cordes en mi bémol majeur (Vanhal)

Le Quatuor à cordes en mi bémol majeur est un quatuor à cordes de Jean-Baptiste Vanhal composé vers 1785. Comme le Quatuor en ré majeur K. 499 de Mozart, il est dédié à Franz Anton Hoffmeister. Pour cette raison, il parfois appelé Quatuor Hoffmeister no 2.

## Structure
Le quatuor comporte trois mouvements :
1. Allegro con fuoco
2. Adagio
3. Allegro

## Liens connexes
- Quatuor Hoffmeister de Mozart.